# Земля Палмера
Земля Палмера (англ. Palmer Land) — південна частина Антарктичного півострова, між Землею Ґреяма і Землею Елсворта. До 1964 року на американських картах так називався весь Антарктичний півострів.

## Назва
Земля названа на честь американського капітана Натаніеля Палмера, який досліджував район Антарктичного півострова в 1820–1821 роках.

## Розташування та межі
Земля Палмера розташована на півдні Антарктичного півострова, в його основі.
- Північна межа — кордон з Землею Ґреяма, умовна лінія між мисами Джеремі[en] на заході і Агассіз[en] на сході.
- Західний кордон — протока Георга VI[en], що відокремлює Землю Палмера від Землі Олександра I. Протока вкрита шельфовим льодовиком Георга VI[en].
- Східний кордон — море Ведделла і шельфовий льодовик Ронне.
- Південний кордон — Земля Елсворта. Є кілька варіантів розмежування земель Палмера і Елсворта:

1. Пряма лінія від фіорда Карлсона[en] (78° 0'пд.ш., 78° 30' з.д.) і далі по меридіану 80 ° з.д. до моря Беллінсгаузена[1]. Це також східний кордон Британської Антарктичної території.
2. По межі Антарктичного півострова: це умовна лінія від мису Адамс[en] (75° 40'пд.ш., 62° 20' з.д.) до точки 73° 24'пд.ш., 72° 00' з.д.[2]
3. Уявна лінія, що з'єднує півострів Рюдберга[en] (73° пд.ш., 80° з.д.) і лінію налягання льодовика Еванса[en] (76° 34'пд.ш., 75° 00' з. д.)[3].

## Рельєф

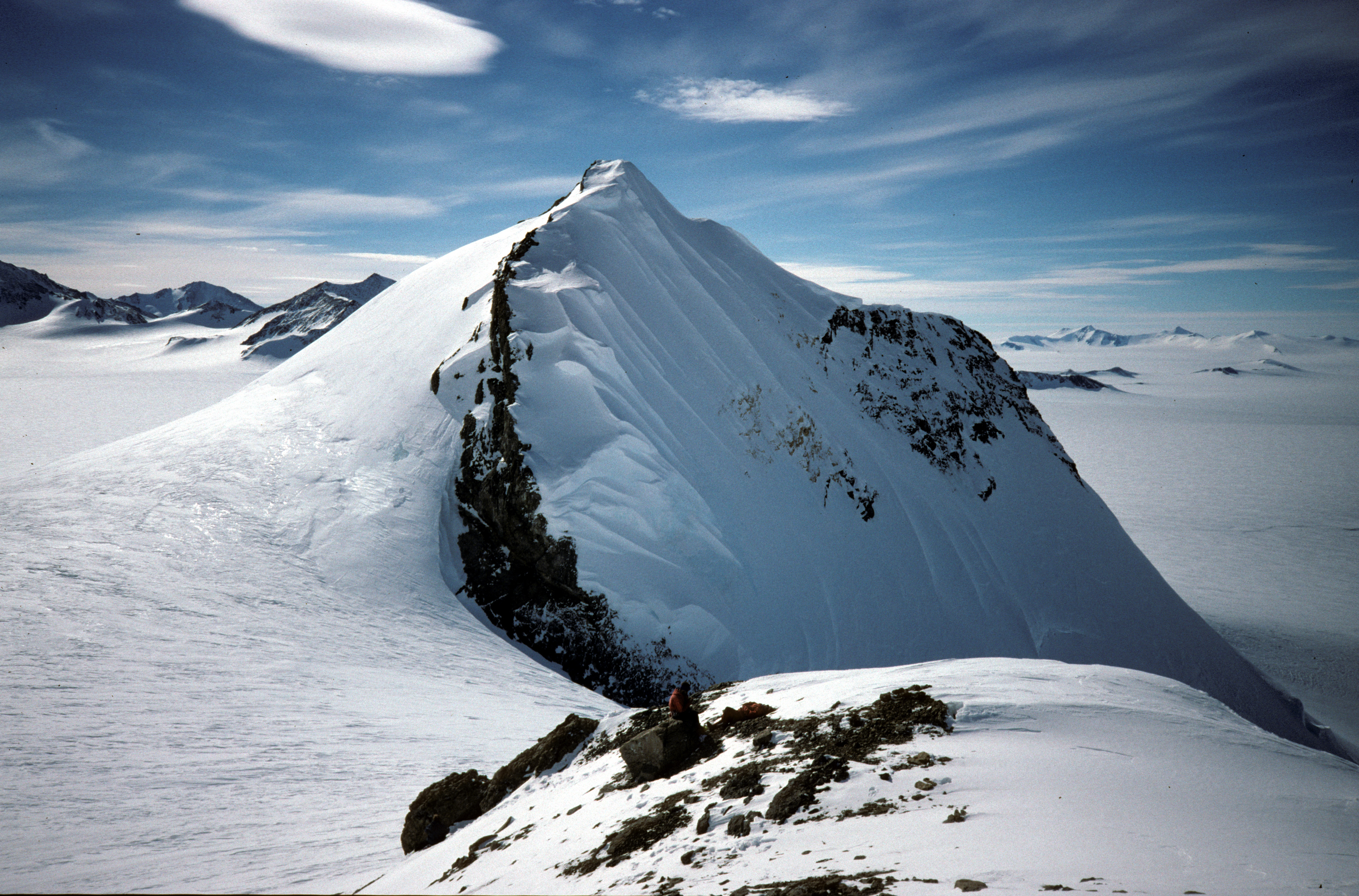
гора Джексон

Рельєф регіону — високогірний. Земля вкрита масивними льодовиками, за винятком найвищих піків та скель, деякі з них утворюють вільні від льоду ділянки берегової лінії моря Ведделла. Північну частину Землі Палмера займає плато Дайєра.
Основні гірські хребти: хребет Вічності, гори Сьюарда, гори Суіні, гори Гутенко, гори Летеді, Пегасові гори.
Найвищі вершини: Маунт-Гоуп (гора Надії, 3239 м, найвища на Антарктичному півострові), гора Джексон (3184 м), гора Милосердя.
Береги: Вілкінса, Блека Лассітера, Орвілля, Інглиш.
Шельфові льодовики: Ларсена, Ронне, Георга VI.

## Геологія
На Землі Палмера були виявлені такі мінерали як магнетит, гематит, лімоніт, пірит, халькопірит і азурит, а також сліди золота та срібла.

## Пам'ятки

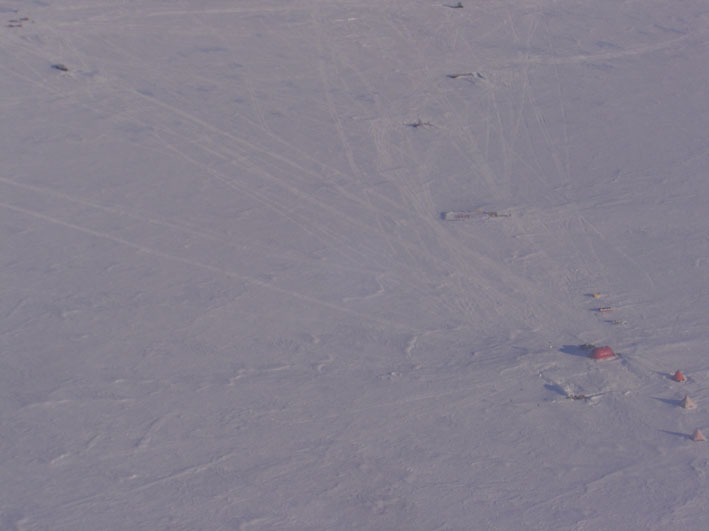
Злітно-посадкова смуга і польовий табір на Скай-Блю

- Скеля Альдебаран (англ. Aldebaran Rock, 70° 50'пд.ш., 66° 41' з.д.) — яскраво-червоний нунатак, помітно виділяється на тлі снігу. Розташована за 8 кілометрів на північний схід від Пегасових гір, в західній частині Землі Палмера.

Назва була затверджена Британським комітетом антарктичних топонімів на честь зірки Альдебаран в сузір'ї Тельця.
Географічні об'єкти по сусідству також отримали «зоряні» назви: нунатак Тельця, пагорб Кита, нунатак Фомальгаута, скеля Капела, стрімчаки Персея тощо.
- Скай-Блю (англ. Sky-Blu — «Небесна синь», 74° 51'пд.ш., 71° 34' з.д.) — зона блакитного льоду, розташована поряд з нунатаком Скай-Хай[en]. Використовується як злітно-посадкова смуга Британською антарктичною службою.

## Територіальні претензії
За текстом договору про Антарктику Земля Палмера, як і інші території, які лежать південніше 60-й паралелі, не належить жодній державі.
Проте, на цю територію претендують Велика Британія, Чилі та Аргентина. Земля Палмера повністю входить в Британську Антарктичну територію та Чилійську Антарктику, і частково в Аргентинську Антарктиду.